# Joseph Forgeur
Le baron Joseph Forgeur né à Liège le 31 juillet 1802 et décédé dans la même ville le 17 février 1872  fut membre du Congrès national belge, sénateur et avocat.

## Biographie
Joseph Forgeur est le deuxième des sept enfants de Jean-Pierre Nicolas Forgeur (1766-1855), perruquier, parfumeur et quincailler, qualifié rentier, dans son acte de décès survenu à Liège, et de Marie-Catherine Humblet (1782-1866). La famille doit beaucoup à l'oncle de Marie-Catherine, le chanoine Jean-Joseph Humblet (1747-1829), de qui elle a hérité une petite fortune.
En 1824, Forgeur devient avocat au barreau de Liège après un stage chez l'avocat français réfugié Jean-Baptiste Teste. On pouvait compter dans son cercle d'amis Jacques-Hyacinthe Fabry, Max Lesoinne et Michel-Laurent de Sélys Longchamps. Il prit bientôt part aux discussions tenues au sein d'un groupe de jeunes gens, pour la plupart des avocats, dont Charles Rogier, Joseph Lebeau et Paul Devaux et a participé à des campagnes contre les politiques de Guillaume Ier des Pays-Bas. Sa collaboration avec Mathieu Laensbergh au journal Courrier de la Meuse entraina sa suspension du barreau.
Le 31 mars 1830, Joseph Forgeur épousa Eugénie Dupont (1810-1879), fille de Quirinus Dupont, président de la Cour d'appel de Liège. Le bâtonnier Jean Raikem et son « patron » Jean-Baptiste Teste furent ses témoins. Eugénie avait cinq sœurs. Joseph Forgeur eut ainsi comme beau-frère un professeur d'université, Evrard Dupont, un notaire, J.P. Gilkinet, un avocat, J.G. Deleeuw, un homme d'affaires hutois, Clément Delloye et un banquier liégeois, Gérard Nagelmackers. Eugénie Dupont avait également un frère qui fit carrière au Ministère des finances. Le couple eut quatre enfants.

## La Révolution et le Congrès national
Pendant la révolution d'août à septembre 1830, Forgeur était commandant en second de la Garde civile. Il négocia la reddition de la garnison néerlandaise de la citadelle de Liège. Il fut élu par l'arrondissement de Huy au Congrès national tout comme son collègue Joseph Lebeau et son beau-frère J.G. Deleeuw. Dans l'arrondissement de Liège, les citoyens élisent au Congrès son oncle J. H. Fabry ainsi que son beau-frère Gérard Nagelmackers. Avec plus de quatre-vingts interventions lors des audiences publiques, Forgeur fut l'un des membres du Congrès les plus actifs et les plus influents.
Il a le génie de l'improvisation et se distingue notamment dans la discussion sur le choix du chef de l'état.
Il vota pour la Déclaration d'indépendance et l'exclusion perpétuelle de Nassau. Dans la première tentative de trouver un souverain, il soutient ardemment la candidature du duc de Nemours Louis d'Orléans.

## Après le Congrès
Après la fin des activités du Congrès, Forgeur se consacra à la pratique du droit. Il n'était pas uniquement avocat de nombreux hommes d'affaires et d'entreprises. Grâce à ses qualités, il futt invité à siéger au conseil d'administration de nombreuses sociétés, principalement dans le rôle de commissaire, parmi lesquelles :
- Commissaire de la compagnie du chemin de fer de Pepinster à Spa
- Commissaire de la S.A. des Hauts fourneaux de Dolhain
- Commissaire de l'Union du Crédit liégeois (concurrent de la Banque Nagelmackers)
- Commissaire du Charbonnage Chartreux-Violette
- Commissaire de la Société Hollando-belge
- Commissaire de la Société Austro-belge
- Commissaire de la Société Corphalie (zink)
- Administrateur du Charbonnage Patience-Beaujonc
- Président de la compagnie du chemin de fer de Braine-le-Comte à Gand
- Administrateur de Société Vieille Montagne

Forgeur avait également un portefeuille d'action bien garni dans des sociétés dans lesquelles il n'était pas administrateur, on peut citer par exemple celle du Passage Lemonnier.
Forgeur n'abandonna pas pour autant la politique. En 1833, il devient conseiller communal de Liège et ce, avec quelques interruptions, jusqu'en 1866. Il présida le Comité de l'Union libérale de Liège. En 1851, il fit son retour dans la politique nationale en devenant sénateur, il le restera plus d'une décennie.
Il fut également très actif dans la vie sociale de Liège, étant notamment :
- Membre de la Société archéologique
- Membre de la Société libre d'émulation
- Membre de la Société d'Horticulture
- Membre de la Société du Casino

Franc-maçon dissident en 1833, il se réconcilie avec l'Église dans les derniers mois de la vie et reçut des funérailles solennelles. Il laissa à sa veuve et ses quatre enfants un héritage important, à la fois dans l'immobilier et dans les actions.
Quelques semaines avant sa mort, Forgeur reçoit le titre de baron pour lui et tous ses descendants. Il a beaucoup de descendants par son fils, le baron Albert Forgeur (1845-1924).
Il est inhumé au Cimetière de Robermont à Liège.

## Hommage
- Rue Forgeur à Liège